# Premi BAFTA 1965
I premi della 18ª edizione dei British Academy Film Awards furono conferiti nel 1965 dalla British Academy of Film and Television Arts alle migliori produzioni cinematografiche del 1964.

## Vincitori e candidati

### Miglior film internazionale (Best Film from any Source)
- Il dottor Stranamore - Ovvero: come ho imparato a non preoccuparmi e ad amare la bomba (Dr. Strangelove or: How I Learned to Stop Worrying and Love the Bomb), regia di Stanley Kubrick
- Becket e il suo re (Becket), regia di Peter Glenville
- Frenesia del piacere (The Pumpkin Eater), regia di Jack Clayton
- Il treno (The Train), regia di John Frankenheimer, Arthur Penn

### Miglior film britannico (Best British Film)
- Il dottor Stranamore - Ovvero: come ho imparato a non preoccuparmi e ad amare la bomba (Dr. Strangelove or: How I Learned to Stop Worrying and Love the Bomb)
- Becket e il suo re (Becket)
- Frenesia del piacere (The Pumpkin Eater)
- Per il re e per la patria (King & Country), regia di Joseph Losey

### Migliore attore britannico (Best British Actor)
- Richard Attenborough – Cannoni a Batasi (Guns at Batasi) / Ventimila sterline per Amanda (Seance on a Wet Afternoon)
- Tom Courtenay – Per il re e per la patria (King & Country)
- Peter O'Toole – Becket e il suo re (Becket)
- Peter Sellers – Il dottor Stranamore - Ovvero: come ho imparato a non preoccuparmi e ad amare la bomba (Dr. Strangelove or: How I Learned to Stop Worrying and Love the Bomb)
- Peter Sellers – La Pantera rosa (The Pink Panther)

### Migliore attrice britannica (Best British Actress)
- Audrey Hepburn – Sciarada (Charade)
- Edith Evans – Il giardino di gesso (The Chalk Garden)
- Deborah Kerr – Il giardino di gesso (The Chalk Garden)
- Rita Tushingham – La ragazza dagli occhi verdi (Girl with Green Eyes)

### Migliore attore straniero (Best Foreign Actor)
- Marcello Mastroianni – Ieri, oggi, domani
- Cary Grant – Sciarada (Charade)
- Sterling Hayden – Il dottor Stranamore - Ovvero: come ho imparato a non preoccuparmi e ad amare la bomba (Dr. Strangelove or: How I Learned to Stop Worrying and Love the Bomb)
- Sidney Poitier – I gigli del campo (Lilies of the Field)

### Migliore attrice straniera (Best Foreign Actress)
- Anne Bancroft – Frenesia del piacere (The Pumpkin Eater)
- Ava Gardner – La notte dell'iguana (The Night of the Iguana)
- Shirley MacLaine – Irma la dolce (Irma la douce) / La signora e i suoi mariti (What a Way to Go!)
- Kim Stanley – Ventimila sterline per Amanda (Seance on a Wet Afternoon)

### Migliore attore o attrice debuttante (Most Promising Newcomer to Film)
- Julie Andrews – Mary Poppins
- Elizabeth Ashley – L'uomo che non sapeva amare (The Carpetbaggers)
- John Lennon, Paul McCartney, George Harrison, Ringo Starr – Tutti per uno (A Hard Day's Night)
- Lynn Redgrave – La ragazza dagli occhi verdi (Girl with Green Eyes)

### Migliore sceneggiatura per un film britannico (Best British Screenplay)
- Harold Pinter – Frenesia del piacere (The Pumpkin Eater)
- Edward Anhalt – Becket e il suo re (Becket)
- Stanley Kubrick, Peter George, Terry Southern – Il dottor Stranamore - Ovvero: come ho imparato a non preoccuparmi e ad amare la bomba (Dr. Strangelove or: How I Learned to Stop Worrying and Love the Bomb)
- Bryan Forbes – Ventimila sterline per Amanda (Seance on a Wet Afternoon)

### Migliore fotografia per un film britannico a colori (Best British Cinematography - Colour)
- Geoffrey Unsworth – Becket e il suo re (Becket)
- Arthur Ibbetson – Il giardino di gesso (The Chalk Garden)
- Jack Hildyard – Una Rolls-Royce gialla (The Yellow Rolls-Royce)
- Nicolas Roeg – Il cadavere in cantina (Nothing but the Best)
- Freddie Young – La settima alba (The 7th Dawn)

### Migliore fotografia per un film britannico in bianco e nero (Best British Cinematography - Black and White)
- Oswald Morris – Frenesia del piacere (The Pumpkin Eater)
- Denys N. Coop – Per il re e per la patria (King & Country)
- Douglas Slocombe – Cannoni a Batasi (Guns at Batasi)
- Gerry Turpin – Ventimila sterline per Amanda (Seance on a Wet Afternoon)

### Migliore scenografia per un film britannico a colori (Best British Art Direction - Colour)
- John Bryan – Becket e il suo re (Becket)
- Ken Adam – Agente 007 - Missione Goldfinger (Goldfinger)
- Ernest Archer – Zulu (Zulu)
- Carmen Dillon – Il giardino di gesso (The Chalk Garden)

### Migliore scenografia per un film britannico in bianco e nero (Best British Art Direction - Black and White)
- Ken Adam – Il dottor Stranamore - Ovvero: come ho imparato a non preoccuparmi e ad amare la bomba (Dr. Strangelove or: How I Learned to Stop Worrying and Love the Bomb)
- Maurice Carter – Cannoni a batasi (Guns at Batasi)
- Richard Macdonald – Per il re e per la patria (King & Country)
- Edward Marshall – Frenesia del piacere (The Pumpkin Eater)

### |Migliori costumi per un film britannico a colori (Best British Costume Design - Colour)
- Margaret Furse – Becket e il suo re (Becket)
- Beatrice Dawson – La donna di paglia (Woman of Straw)
- Anthony Mendleson – Le lunghe navi (The Long Ships)
- Anthony Mendleson – Una Rolls-Royce gialla (The Yellow Rolls-Royce)

### Migliori costumi per un film britannico in bianco e nero (Best British Costume Design - Black and White)
- Sophie Devine – Frenesia del piacere (The Pumpkin Eater)
- Beatrice Dawson – Schiavo d'amore (Of Human Bondage)
- Julie Harris – Psyche 59 (Psyche 59)

### Miglior documentario (Flaherty Documentary Award)
- Nobody Waved Good-bye, regia di Don Owen
- Alleman, regia di Bert Haanstra
- The Life of Billy Walker, regia di Billy Walker
- Portrait of Queenie, regia di Michael Orrom

### Miglior cortometraggio (Best Short Film)
- Eskimo Artist: Kenojuak, regia di John Feeney
- 23 Skidoo, regia di Julian Biggs
- Mekong: A River of Asia, regia di John Armstrong
- Muloorina, regia di David Cobham

### Premio UN (UN Award)
- Il dottor Stranamore - Ovvero: come ho imparato a non preoccuparmi e ad amare la bomba (Dr. Strangelove or: How I Learned to Stop Worrying and Love the Bomb)
- 23 Skidoo
- Far West (A Distant Trumpet), regia di Raoul Walsh
- I gigli del campo (Lilies of the Field), regia di Ralph Nelson